# أركاديا 2001
أركاديا 2001 (بالإنجليزية: Arcadia 2001) هو نظام ألعاب فيديو 8-بت من الجيل الثاني تم تصنيعه بواسطة شركة إيمرسون راديو وصدر في سنة 1982 بعد صدور كوليكو فيجن، توقف إنتاجه بعد 18 شهرا وصدرت له 38 لعبة فقط.